# Game Stock Car
Game Stock Car, é o primeiro jogo oficial da Stock Car Brasil. Foi desenvolvido pela empresa brasileira Reiza Studios em conjunto com equipes e pilotos. O Game Stock Car simula a temporada 2010 da categoria, com 34 carros, 12 etapas e 10 autódromos.

## Modos de jogo
- Corrida – O jogador disputa uma corrida completa (treinos, classificação e corrida) em um dos 10 circuitos disponíveis.

- Dia de Teste – Modo de jogo similar a treinos livres, para o jogador conhecer melhor as pistas e o carro.

- Campeonato – O jogador disputa uma temporada completa.[2]

## Circuitos
O Game Stock Car inclui as seguintes pistas:
| Cidade            | Circuito                                     |
| ----------------- | -------------------------------------------- |
| Curitiba          | Autódromo Internacional de Curitiba          |
| São Paulo         | Autódromo de Interlagos                      |
| Ribeirão Preto    | Circuito de Rua de Ribeirão Preto            |
| Nova Santa Rita   | Velopark                                     |
| Campo Grande      | Autódromo Internacional Orlando Moura        |
| Rio de Janeiro    | Autódromo de Jacarepaguá                     |
| Salvador          | Circuito Ayrton Senna                        |
| Santa Cruz do Sul | Autódromo Internacional de Santa Cruz do Sul |
| Londrina          | Autódromo Internacional Ayrton Senna         |
| Brasília          | Autódromo Internacional Nelson Piquet        |